# Leucauge papuana
Leucauge papuana là một loài nhện trong họ Tetragnathidae.
Loài này thuộc chi Leucauge. Leucauge papuana được miêu tả năm 1911 bởi Kulczynski.